# Cao Liguo
Cao Liguo (en chino: 曹利国; 4 de octubre de 1998) es un deportista chino que compite en lucha grecorromana.
Participó en los Juegos Olímpicos de París 2024, obteniendo una medalla de plata en la categoría de 60 kg. Ganó una medalla de bronce en el Campeonato Mundial de Lucha de 2023, en la misma categoría.

## Palmarés internacional
| Juegos Olímpicos   | Juegos Olímpicos  | Juegos Olímpicos  | Juegos Olímpicos |
| Año                | Lugar             | Medalla           | Categoría        |
| ------------------ | ----------------- | ----------------- | ---------------- |
| 2024               | París (Francia)   | Medalla de plata  | 60 kg            |
| Campeonato Mundial |                   |                   |                  |
| Año                | Lugar             | Medalla           | Categoría        |
| 2023               | Belgrado (Serbia) | Medalla de bronce | 60 kg            |